# Bridgette Gordon
Bridgette Gordon, född 27 april 1967 i DeLand i Florida, är en amerikansk basketspelare som tog OS-guld 1988 i Seoul. Detta var USA:s andra OS-guld i dambasket i rad. 